# Берг, Фруде
Фруде Берг (норв. Frode Berg) — норвежский пенсионер, бывший пограничный инспектор, ставший известным в связи с осуждением в России по делу о шпионаже.

## Биография
Родился в 1955 году в Трондхейме. После окончания в 1975 году сержантской школы переехал в Киркенес, где до 1990 года служил в пограничном гарнизоне вооружённых сил Норвегии. С 1990 по 2014 год работал в пограничном комиссариате Норвегии на российско-норвежской границе. С 2014 года на пенсии. В 2015 году участвовал в работе совместной российско-норвежской пограничной комиссии в качестве приглашённого консультанта. С 2006 по 2009 и с 2012 по 2016 год был членом норвежского общества Красного креста. С 2016 по 2018 год был членом правления культурной организации «Pikene på broen» (с норв. — «девушки на мосту»). Был членом церковного совета Сёр-Варангера и диоцеза Нур-Холугаланна.

## Уголовное преследование
Берг был арестован ФСБ 5 декабря 2017 года в Москве на Театральной площади, неподалёку от отеля, в котором он остановился. При задержании Берг имел при себе два конверта с наличными деньгами суммой в 3000 евро. По словам Берга, он приехал в Москву, чтобы навестить друзей, а деньги его попросили доставить двое норвежцев. В Москве некто также попросил Берга передать два письма знакомому в Норвегии. По данным информационного агентства «Росбалт», Берг был задержан с секретными документами, содержавшими информацию о российском Северном флоте. Утверждалось, что эти документы Бергу передал россиянин Алексей Житнюк, также арестованный в середине декабря по подозрению в госизмене. ФСБ также заявила, что Берг сотрудничал со спецслужбами Норвегии и с ЦРУ. Берг был заключён в Лефортовскую тюрьму. Адвокатом Берга с норвежской стороны стал Брюньюльф Риснес, а с российской — Илья Новиков.
В апреле 2018 года Берг признал, что выполнял задание Норвежской службы разведки, с которой также были связаны двое норвежцев, просивших Берга доставить деньги в Москву. С 2015 года Берг периодически выполнял задания службы разведки и министерства иностранных дел Норвегии по доставке в Россию запечатанных конвертов, однако ничего не знал об их содержимом, не проходил специальной подготовки и не имел контактов в России на случай возникновения непредвиденной ситуации. Норвежские служба разведки, министерства иностранных дел и обороны не подтвердили показания Берга. В декабре Алексей Житнюк, заподозренный в передаче Бергу секретных документов, был приговорён к 13 годам лишения свободы за госизмену.
Согласно данным Генеральной прокуратуры Российской Федерации, Берг как кадровый офицер пограничного комиссариата Норвегии с 1992 года неоднократно попадал в поле зрения российских органов безопасности в связи с причастностью к выполнению различных разведывательных заданий в интересах норвежских спецслужб. Конверты с деньгами, с которыми Берг был задержан в 2017 году, должны были быть отправлены по почте Василию Землякову, работнику судостроительного предприятия «Звёздочка». В норвежской службе разведки полагали, что в 2014 году Землякова удалось завербовать для передачи секретных данных о выпускаемых на «Звёздочке» ядерных торпедах «Посейдон» в обмен на денежное вознаграждение. Однако Земляков сообщил о попытке вербовки в ФСБ и стал сотрудничать с российскими органами безопасности. Норвежским спецслужбам стали отправляться данные, не являющиеся секретными, а Землякову стали приходить письма с деньгами и зашифрованными разведывательными заданиями. Каждое из полученных Земляковым писем было отправлено Бергом из Москвы или Санкт-Петербурга «Почтой России».
16 апреля 2019 года за передачу в общей сложности 15 тысяч евро агенту в России в обмен на сбор и передачу секретных материалов Берг был приговорён к 14 годам заключения в колонии строгого режима. В ноябре Берг был помилован российскими властями. 15 ноября Берг был передан в посольство Норвегии в Вильнюсе в обмен на двух россиян, ранее осуждённых за шпионаж в Литве.
В январе 2020 года Берг получил от норвежских властей компенсацию в размере 4,3 миллионов норвежских крон.
В феврале 2021 года комитет стортинга по разведке, наблюдению и безопасности подготовил секретный отчёт о деле Фруде Берга. Бергу было разрешено ознакомиться с отдельными выдержками из этого отчёта, из которых он, по его словам, не узнал ничего нового.